# Sakalavawever
De sakalavawever (Ploceus sakalava) is een zangvogel uit de familie Ploceidae (wevers en verwanten).

## Verspreiding en leefgebied
Deze soort is endemisch in Madagaskar en telt 2 ondersoorten:
- P. s. sakalava: noordelijk en westelijk Madagaskar.
- P. s. minor: zuidwestelijk en zuidelijk Madagaskar.